# Oorlog van 1812

Belangrijkste plaatsen van de Anglo-Amerikaanse oorlog van 1812-1814

De Oorlog van 1812 was een militair conflict in het huidige Canada tussen enerzijds de Verenigde Staten en anderzijds het Verenigd Koninkrijk en zijn Noord-Amerikaanse koloniën, dat van 1812 tot 1815 plaatsvond. De oorlog, in de Verenigde Staten soms de Second War of Independence (Tweede Onafhankelijkheidsoorlog) genoemd, begon nadat de Amerikaanse president Thomas Jefferson had besloten buiten de Europese conflicten te blijven. Hij wilde zich wijden aan de opbouw van de nieuwe natie; onder zijn bewind werd het grondgebied verdubbeld. De Verenigde Staten wilden bovendien ongehinderd handel blijven drijven met het Frankrijk van Napoleon Bonaparte en met de door Napoleon beheerste andere landen op het vasteland van Europa. Het Verenigd Koninkrijk wilde dit neutraliteitsrecht niet erkennen. Als reactie daarop kondigde Jefferson een handelsembargo af.
In 1812 verklaarde Jeffersons opvolger James Madison de oorlog aan het Verenigd Koninkrijk met als hoofddoel de Indiaans-Britse coalitie te breken en heel Canada te veroveren, of, zoals de Amerikanen het zagen, te bevrijden. Tijdens deze oorlog, die voor de Amerikanen niet naar wens verliep, werd op 27 april 1813 de stad York - het toenmalige bestuurscentrum van Canada; thans bekend als Toronto - door de Amerikanen platgebrand. In de nacht van 24 op 25 augustus 1814 werd Washington door de Britten bezet en werden verschillende openbare gebouwen, waaronder het Witte Huis, platgebrand.
De oorlog werd beëindigd met de Vrede van Gent, die in 1814 werd opgesteld en in 1815 door de Amerikanen werd geratificeerd. De Britse suprematie ter zee werd er niet mee ingetoomd. Evenmin slaagden de Amerikanen erin Canada te veroveren. Wel staakten de Britten het ondersteunen van hun Indiaanse bondgenoten, zodat de kolonisering door de Amerikanen van Indiaans gebied niet meer door de Britten werd belemmerd. Verder ontstond tijdens en na het conflict een echt Amerikaans nationaal gevoel, gesterkt door verschillende heroïsche verhalen uit de oorlog. Dit leidde ertoe dat de volgende president, James Monroe, een isolationistische doctrine afkondigde, naar hem de Monroe-doctrine genoemd. Hierdoor hield de VS zich tot de Spaans-Amerikaanse Oorlog in 1898 buiten elk Europees conflict en wijdde het land zich volop aan de expansie en machtsuitbreiding op het Amerikaanse continent.

## Oorzaken
De oorlog had verschillende oorzaken. President Madison haalde de volgende redenen aan in zijn boodschap aan het Congres:
- Het ontvoeren van (Amerikaanse) zeelieden, die volgens de Britten geen Amerikanen maar Britten waren en die vervolgens gedwongen werden om te dienen in de Royal Navy.
- De Britse vloot "verstoorde de vrede en rechten van onze kusten".
- De Britse blokkade van Amerikaanse havens.
- Het Britse verbod op handel van neutrale landen met Europese landen.
- Het aanzetten van indianen ("wilden", zoals ze genoemd werden in de boodschap) tot geweld tegen de Amerikanen.

Hedendaagse historici halen ook de volgende redenen aan:
- Na de Britse overwinning op de Fransen in de Zevenjarige Oorlog, begonnen de Britten in Noord-Amerika verder naar het westen te koloniseren.
- In 1807 vuurde de HMS Leopard op de USS Chesapeake na een geschil over een enteractie. Hoewel het incident niet veel betekende, stelde het de problematiek van het Amerikaans burgerschap aan de kaak.

Binnen de Verenigde Staten was veel weerstand tegen de oorlog. De Federalisten moesten er niets van hebben, en de afkeer concentreerde zich vooral in New England. De oorlog werd uiteindelijk wel door de Amerikaanse Senaat goedgekeurd, met 19 stemmen tegen 13. Aan het einde van de oorlog gaf het Verenigd Koninkrijk zijn allianties met de indianen op, in ruil voor een belofte van de Verenigde Staten om Canada niet meer aan te vallen.

## Verloop van de oorlog
Ofschoon het uitbreken van de oorlog was voorgegaan door jarenlange diplomatieke geschillen, waren de Verenigde Staten allesbehalve klaar voor een oorlog. Het Verenigd Koninkrijk was ondertussen betrokken in de napoleontische oorlogen, en hield zijn schepen liever in Europese wateren. Nadat Napoleon in Rusland verslagen was en Pruisen in opstand kwam, konden de Britten een groot deel van hun vloot van Europa naar Amerika sturen.
Op dat moment had de Verenigde Staten nauwelijks financiële middelen. Het land was mede opgericht uit een afkeer van belasting en de belastinginkomsten waren dan ook gering. Buitenlandse regeringen stonden niet te springen om het land een lening te verschaffen. De Amerikanen hadden ongeveer 22 schepen ter beschikking en het leger was sterk verwaarloosd. De Britten hadden de beschikking over 97 schepen. Het Britse leger was kleiner dan het Amerikaanse, ongeveer 5000 man inclusief Canadezen, maar het was veel beter getraind. De oorlog werd vooral gevoerd op de oceaan, de Grote Meren, de Canadese grens en langs de kust van de Verenigde Staten.

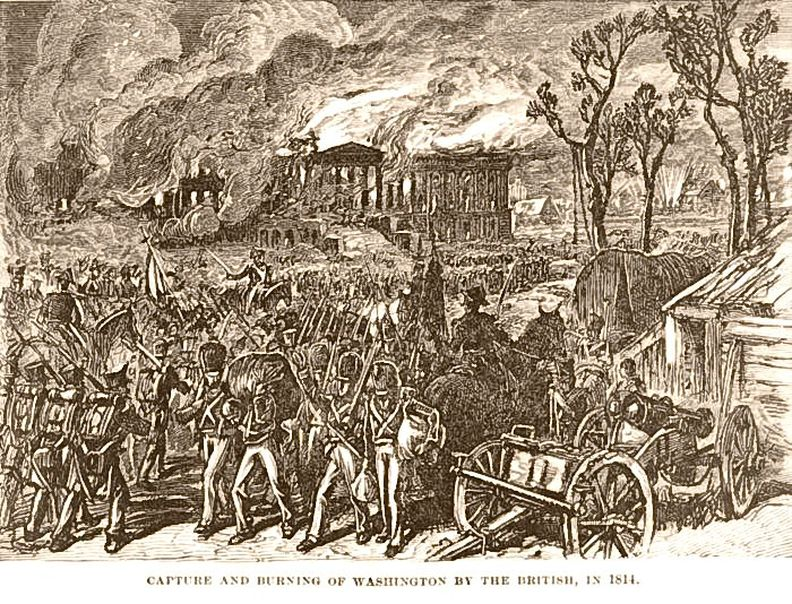
Verovering van Washington door de Britten in 1814

De oorlog is bekend om zijn overvallen op openbare gebouwen. Zo werd bijvoorbeeld het Witte Huis in Washington door Sir George Cockburn platgebrand.

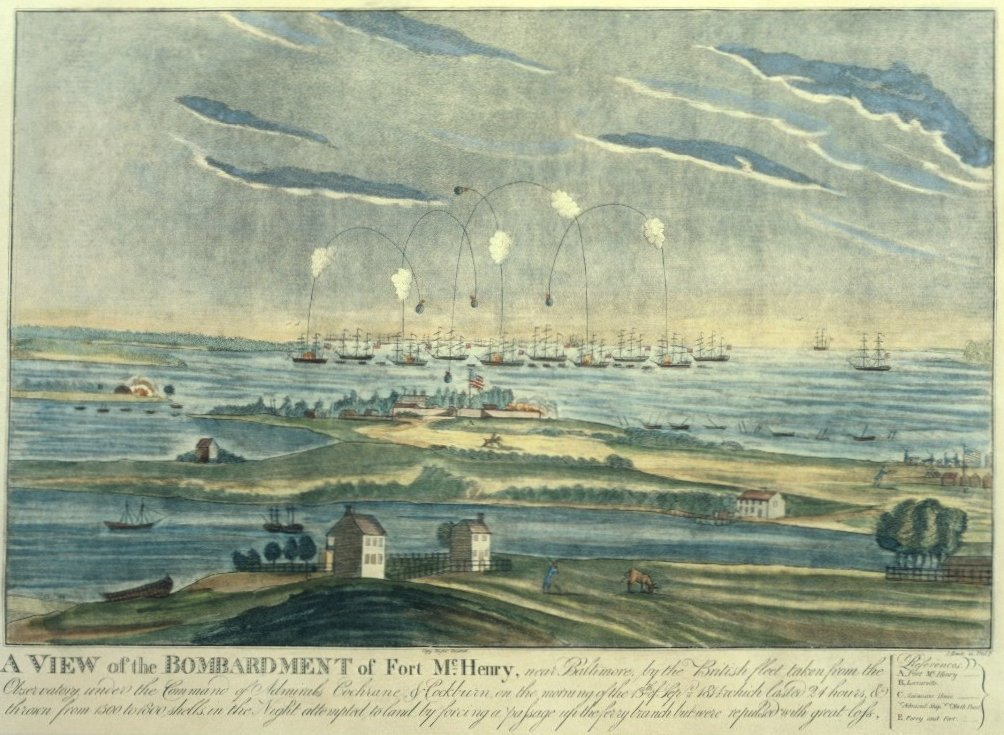
Beschieting door een Britse vloot van Fort McHenry bij Baltimore in 1814

Na het vernietigen van Washington ging het Britse leger verder op zijn tocht, en trachtte Baltimore, een belangrijke havenstad, in te nemen. De Britten probeerden eerst het gebied over te nemen door het landen van troepen maar dit lukte niet. Toen de vloot de stad vanuit zee wilde aanvallen werd zij daarin belemmerd door Fort McHenry, aan de ingang tot de haven. De verdediging van het fort inspireerde Francis Scott Key en hij schreef er het gedicht "The Defence of Fort McHenry" over. Het gedicht werd later op de muziek van "To Anacreon in Heaven" gezet onder de nieuwe naam "The Star-Spangled Banner" en werd uiteindelijk aangenomen als het volkslied van de Verenigde Staten.

## De Vrede van Gent en de Slag bij New Orleans
De Amerikaanse troepen trokken naar New Orleans en tussen december 1814 en januari 1815 verdedigden de troepen de stad tegen een aanval van Generaal-Majoor Sir Edward Pakenham. Op 8 januari werd de hevigste en bekendste strijd geleverd, die resulteerde in een grote overwinning voor de Amerikanen. Omdat het de laatste slag was zou het voor het Amerikaanse volk lang de indruk hebben gewekt dat de Amerikanen de Oorlog van 1812 hadden gewonnen. De Vrede van Gent was echter een strategische overwinning voor het Verenigd Koninkrijk. De Verenigde Staten hadden geen van hun oorlogsdoelen bereikt; de inzet van de Britten was altijd handhaving van de status quo geweest.
Hoewel de Vrede van Gent ondertekend werd op 24 december 1814 bereikte nieuws over de ondertekening New Orleans nog niet voor de slag. In januari 1815 hadden noch de Britten, noch de Amerikanen het verdrag geratificeerd. Dit gebeurde pas op 17 februari aan Amerikaanse zijde.

## Gevolgen van de oorlog
De grenzen werden niet veranderd tijdens de oorlog. Veel Canadezen zien deze oorlog daarom als een Britse overwinning. De Amerikaanse invasies van 1813 en 1814 waren teruggeslagen. Volgens de Amerikanen was de oorlog echter een succesvolle verdediging van de Amerikaanse rechten. De Britse invasie van New Orleans werd teruggeslagen en Amerikaanse expansie naar het zuidwesten werd mogelijk gemaakt.
Na de Vrede van Gent bleven de relaties tussen de twee landen vredig. In 1818 werden enkele grenzen bijgesteld en de lijn van 49 graden noorderbreedte werd ingesteld als de grens tussen de twee landen ten westen van de Grote Meren. De meren werden verdeeld tussen Canada (Ontario) en de Verenigde Staten. Het leger van de Verenigde Staten werd aanzienlijk uitgebreid. Het land werd in Europa bewonderd om de succesvolle weerstand tegen de Britten.

### Motieven van de Verenigde Staten
De motieven van de VS waren vooral het tegengaan van gedwongen dienst door genaturaliseerde Amerikaanse zeelieden bij de Royal Navy en het creëren van gelegenheid gebieden te veroveren in Canada. Wanneer nieuwe staten gevormd zouden worden in Canada zouden deze vooral gekoloniseerd worden door inwoners van de zuidelijke staten. De bewoners daarvan wilden zo meer invloed verkrijgen in het Congres. Dit streven zou uiteindelijk tot de Amerikaanse Burgeroorlog leiden.

### Motieven van het Verenigd Koninkrijk
Het Verenigd Koninkrijk was allesbehalve geïnteresseerd in het heroveren van zijn vroegere kolonieën; een veel te dure operatie met veel te weinig mogelijke winsten. De Amerikanen hadden een eerste keer de Britten overwonnen (met hulp van de Fransen) en hoopten dit opnieuw te doen. Het Verenigd Koninkrijk was echter een wereldmacht met een enorme vloot en leger. Het land wilde dan ook de boodschap overbrengen dat er met het Verenigd Koninkrijk niet te spotten viel. Dit lukte toen het Witte Huis in Washington in de as werd gelegd. Het land had ook belangen in Noord-Amerika (hout voor zijn vloot bijvoorbeeld) en wilde zijn gebieden in het huidige Canada niet kwijtraken. Het moet echter worden opgemerkt dat het Verenigd Koninkrijk werd aangevallen door de Verenigde Staten.

### Effecten van de oorlog in Canada

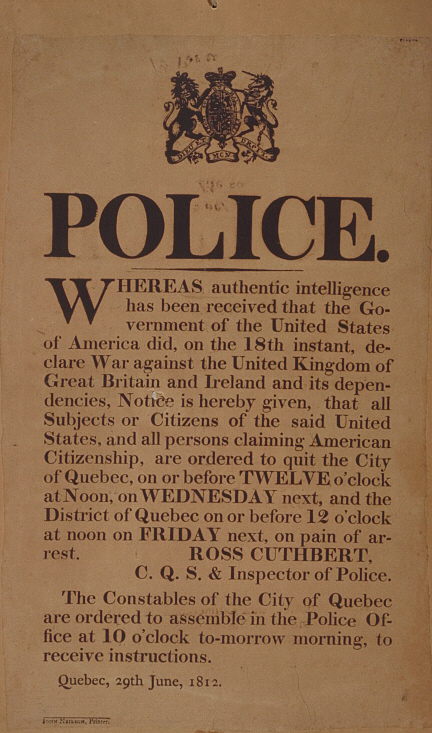
Aankondiging uitzetting Amerikaanse burgers uit Quebec City

In zowel Canada als de Verenigde Staten wakkerde de oorlog het nationalisme aan. In Canada verenigde de oorlog de Franse en Britse kolonisten en deze waren er trots op om de invallers terug te kunnen slaan. Dit nationalisme was erg belangrijk voor een verdeelde natie waar een groot deel van de inwoners immigranten zonder trouw aan de Britse Kroon waren, die enkel naar het gebied verhuisd waren om voor een prikje een stuk landbouwgrond te kopen. Dit nationalistische gevoel leidde uiteindelijk tot de oprichting van de Canadese Confederatie, een Brits dominion.
De oorlog zorgde ook voor een enorm wantrouwen van de Canadezen tegenover Amerikanen, die graag spraken over vrijheid en zelfbeschikking maar die maar weinig respect hadden voor vrijheid en zelfbeschikking van andere landen. Dit wantrouwen blijft nog altijd bestaan.
De Canadese geschiedkundige Pierre Berton heeft opgemerkt dat zonder de Oorlog van 1812 Canada waarschijnlijk een deel van de Verenigde Staten zou zijn. Zonder de oorlog zou er nooit een Canadese identiteit zijn ontstaan en zou het land overrompeld geweest zijn door onaflatende golven van Amerikaanse immigranten.